# Пророк (фильм, 2007)
«Пророк» (англ. Next) — американский художественный фильм, поставленный режиссёром Ли Тамахори по мотивам рассказа Филипа Дика «Золотой человек».

## Сюжет
Крис Джонсон способен видеть варианты будущего для себя на две минуты вперёд. Он живёт в Лас-Вегасе и зарабатывает, показывая фокусы в шоу предвидения и обыгрывая казино в азартных играх с помощью своего дара.
И хотя он делает небольшие ставки и выигрывает немного денег, его всё равно примечают на мониторах охраны и решают проверить на мошенничество. Однако Крис, как бы читая мысли, смотрит в камеру охраны и быстро идёт к кассам обналичить фишки. Как раз в этот момент дар подсказывает Крису, что спустя мгновения грабитель рядом с ним начнет стрельбу и убьёт двух людей. Крис первый начинает действовать и успевает обезвредить злоумышленника, повалив его на пол и выхватив пистолет.
Мгновенно подбегает охрана, думая, что Крис держит пистолет с дурными намерениями. Но ему удаётся скрыться — Крис раз за разом уходит от охраны буквально из-под носа. Он добирается до выхода и угоняет со стоянки автомобиль. Начинается погоня, в ходе которой Крис уходит от полиции, проскочив перед поездом в последний момент. В предвидении Криса поезд должен разнести автомобиль на кусочки, поэтому он нажимает педаль газа до предела.
В это время агенты ФБР смотрят записи камер наблюдения в казино. Агент Келли Феррис в очередной раз убеждается в необъяснимой способности Джонсона видеть будущее, когда он пробирался между охранников. Она планирует использовать его в поисках ядерного заряда, украденного из России. Прежде чем захватить Джонсона, агент Феррис беседует с начальником охраны казино.
Крис добирается до своего друга Ирва, понимая, что полиция у него на хвосте, однако он остаётся на месте некоторое время. К нему подходит агент Феррис и начинает вербовать его, чтобы тот помог ФБР. Крис пробует отговориться, но ничего не получается. Исчерпав доводы, Феррис даёт команду группе захвата, которая врывается в помещение.
Но Крис видел всё это в своём будущем, поэтому, когда Феррис в действительности входит в дом, ей остаётся только спросить у Ирва, на сколько она опоздала, так как Крис уже успел сбежать. Также оказывается, что за ним охотятся террористы, которые следуют по пятам ФБР. Они пытают и убивают начальника охраны казино, чтобы также найти Криса, который не уезжает из города, а идёт в очередной раз в небольшую забегаловку, где ему привиделась где-то в будущем девушка его мечты.
Он знает время, когда она должна прийти, но не знает день, когда это произойдёт. В этот раз ему везёт, девушка приходит, но возникают проблемы со знакомством — в будущем у него нет никаких шансов. Когда перед очередной (в памяти героя) попыткой познакомиться он встаёт, чтобы подойти, незнакомая девушка неожиданно делает лично ему знак рукой, чтобы он сел, и в этот момент входит недавно брошенный ею парень и пытается то уговорами, то силой позвать её с собой. Та сопротивляется, на помощь приходит Крис, завязывается драка, бывший парень девушки обезврежен, но познакомиться не удается и в этом случае. Тогда в настоящем Крис подставляется под удар, вызывая сочувствие девушки. Она прогоняет бывшего парня, Крис знакомится с Лиз и говорит, что у него украли машину. В качестве благодарности Лиз готова подвезти спасителя до Флагстаффа, и оказывается, что им по пути.
ФБР узнаёт, что разыскиваемый ими Джонсон бывал в забегаловке дважды в день в одно и то же время — это кажется им очень странным, но, главное, — они узнают, куда направился их клиент.
Лиз и Крис по пути заезжают в индейскую резервацию, где девушка учит местных детей. По пути туда Крис спрашивает, верит ли она, что шаманы могут предсказывать будущее, на это Лиз отвечает, что «всё возможно». Чтобы произвести впечатление на девушку, Крис показывает ловкий фокус, преподнеся подарок одному из её учеников на день рождения.
Между тем, террористы доставляют ядерную бомбу в доки. Лидер террористов мистер Смит хочет ликвидировать Криса, прежде чем до него доберётся ФБР, почуяв возможную угрозу проведению теракта, на подготовку которого у преступника ушло два года.
Крис и Лиз не доезжают до Флагстаффа, так как во время ливня дорогу затопило. Они останавливаются на ночь в отеле «Обрыв» на краю утёса. В номере только одна кровать, поэтому Крис идёт ночевать в машину. Лиз не может сразу уснуть и смотрит в окно, сожалея, что приятелю придётся спать в холоде. Утром Крис преподносит подруге розу, показав очередной фокус, чем окончательно завоёвывает сердце девушки, и они занимаются любовью.
Спецслужбы находят источник радиации, но бомбу уже успели спрятать, объявляется высший уровень ядерной тревоги. Агент Феррис вместе с большой группой захвата едет захватывать Джонсона.
Крис и Лиз лежат в постели в номере отеля «Обрыв», затем подруга фокусника едет за покупками в ближайший город, где её перехватывает агент Феррис и её напарник. Агенты ФБР убеждают Лиз Купер, что Джонсон социально опасен, показав записи из казино, где Крис с пистолетом в руке. Они говорят, что такого социально опасного субъекта надо нейтрализовать. Лиз должна подсыпать снотворное в напиток Криса, но только спустя две минуты, как Джонсон выйдет из номера. Лиз Купер соглашается помочь и возвращается в отель, где выполняет поручение.
Но в последний момент она понимает, что должна спасти любимого и признаётся, что в стакане наркотик. Тогда Крис признаётся в своём даре, а в качестве доказательства предсказывает фразы, которые через несколько секунд произносятся в телевизионных программах. Лиз не понимает, почему он не хочет помочь ФБР. Но Крис говорит, что может предвидеть лишь своё будущее и только на две минуты вперёд, только Лиз является исключением, в будущее которой он оказывается способен заглянуть на более длительный период.
Крис набрасывает план на бумаге, так как их прослушивают, а прощаясь, говорит ей, что «если будешь ждать, я найду тебя».
Он выходит из дома и попадает в прицел снайпера-террориста, который не может сразу прицелиться. Одновременно агент Феррис видит его в бинокль с другого холма. Джонсон ловит её взгляд и прыгает с утёса. Он скатывается вниз, уходя от преследования агентов. Он останавливается, чтобы увернуться от пули снайпера. В это время Лиз, согласно плану из записки, садится в машину и специально врезается около отеля в водонапорную башню, чтобы вызвать обрушение стройматериалов. Преследующие Джонсона агенты, спасаясь от катящихся бревен, отстают, а сам Крис ловко уворачивается от летящего хлама — он «видит», где будет через секунды раскуроченный автомобиль, катящийся вниз по холму. Добравшись до дороги у подножия холма, он видит невдалеке агента Феррис, которая, веря, что Джонсон не даст ей погибнуть, стоит на пути брёвен, летящих с холма. Джонсон бежит ей на помощь и спасает, прыгнув в единственно безопасное место в увиденном им будущем. Тут же его в качестве «благодарности» схватывает ФБР. А идущую по дороге Лиз Купер захватывают в заложники террористы.
Крис Джонсон оказывается в штаб-квартире ФБР в Лос-Анджелесе, где его привязывают к стулу у телевизора, по которому показывают новости, обзоры про угрозу совершения теракта и фиксируют его веки, чтобы он постоянно смотрел и не мог закрыть глаза, и закапывая ему глазные капли, чтобы постоянно открытые глаза были влажными, предполагая, что так он сможет узнать где и как будет совершён теракт, чего явно недостаточно, ведь он может «видеть» только на две минуты вперёд. Он переносится в будущее и видит теракт в прямом репортаже, в ходе которого на крыше многоярусного гаража гибнет от детонации размещённой на теле взрывчатки заложница. Он узнаёт в ней Лиз Купер и требует прекратить сеанс, Феррис соглашается, хотя Джонсон увидел «не тот» теракт. По пути в камеру заключения Крис совершает дерзкий побег, победив в бою с помощью предвидения толпу охранников, и несётся по улице к месту, увиденному по телевизору в новостях с гибелью подруги. Но уже поздно.
Он знает, что до этого момента осталось ещё два часа, но не знает, как это предотвратить. К Джонсону подходит агент Феррис и предлагает в обмен на спасение Лиз Купер помочь в поисках бомбы, тот соглашается. Для начала он выходит на крышу, где его подстреливает снайпер-террорист, предположивший, что жертва придёт сюда, увидев будущее. Он пытается звонить своему боссу, но сам получает пулю, так как Джонсон вышел на крышу гаража как приманка. Крис вскакивает и видит в будущем подъезжающий фургон с жертвой. Он запоминает номера машины и сообщает их Келли Феррис.
ФБР выслеживает фургон в порту, куда направляется группа захвата. Джонсон лично руководит операцией, указывая, где располагать снайперов и отряды. Начинается штурм при поддержке вертолётов с воздуха. В самый оптимальный по предвидению Джонсона момент снайпер взрывает бочки с топливом и фургон переворачивается. Невредимая Лиз выбирается из пылающего авто и скрывается в доках, за ней устремляются террористы и ловят, а Джонсон вместе с группой захвата бежит следом.
Крис использует свои способности, чтобы предотвратить гибель большинства бойцов отряда. На борту танкера, куда утащили Лиз, он предсказывает, где находятся бомбы, безопасно расчистив путь, избегая детонации. Далее он использует свои способности, чтобы найти девушку — Крис как бы расщепляется и находится одновременно в нескольких местах в будущем, многократно проходя все возможные варианты развития события и выбирая самый лучший. В итоге поиски заканчиваются успехом. Группа с Феррис и Джонсоном следует в указанный отсек танкера, где мистер Смит, схватив Лиз, прикрывается ею, как живым щитом. Крис снова задействует свою способность предвидения и бежит прямо к террористу, уворачиваясь от выпущенных пуль. Агент Феррис прицельно стреляет в террориста и спасает Лиз Купер.
Поднявшись наверх, Феррис узнаёт, что бомба уже в Лос-Анджелесе, она подводит Джонсона к прибору, регистрирующему сейсмическую активность, попросив указать, в каком месте в будущем произойдёт взрыв ядерной бомбы. Крис смотрит на монитор и тут же говорит, что он совершил ошибку и «это случится сейчас». Крис обнимает Лиз. Взрывная волна, расширяясь, уничтожает порт Лос-Анджелеса и всё вокруг.
Крис открывает глаза, предвидев выше описанное. Крис и Лиз лежат в постели в номере отеля «Обрыв». Ядерный взрыв был лишь возможным будущим. Крис встаёт с постели и звонит агенту Феррис, обещая помочь, если в историю не будет впутана Лиз. Крис, прощаясь, говорит ей, что «если будешь ждать, я найду тебя». Сидя около отеля, он высказывает мысль: «у будущего есть одна особенность: стоит только в него заглянуть, как оно тут же меняется, потому что ты его видел, а это меняет всё остальное». Подъезжает агент Феррис, и Крис Джонсон с готовностью едет спасать Лос-Анджелес.

## В ролях
| Актёр            | Роль                   |
| ---------------- | ---------------------- |
| Николас Кейдж    | Крис Джонсон           |
| Джулианна Мур    | агент АНБ Келли Феррис |
| Джессика Бил     | Лиз Купер              |
| Томас Кречман    | мистер Смит            |
| Тори Киттлз      | агент АНБ Кавана       |
| Питер Фальк      | Ирв                    |
| Майкл Трукко     | Кендалл                |
| Джим Бивер       | директор АНБ Уиздом    |
| Джессика Барт    | блондинка              |
| Бонита Фридериси | кассир                 |

## Прокат
Мировой прокат фильма начался с премьерных показов в Бельгии и во Франции 25 апреля 2007 года.
Премьера в США состоялась в Лос-Анджелесе и Нью-Йорке 27 апреля 2007 года.
В прокате США фильм находился по 21 июня 2007 года, охватив 2733 кинотеатра и собрав 18,2 млн долларов.
При производственном бюджете 78,1 млн долларов общие сборы от мирового проката составили 77,6 млн долларов.